# Боанвил ан Мантоа
Боанвил ан Мантоа (фр. Boinville-en-Mantois) је насељено место у Француској у региону Париски регион, у департману Ивлен.
По подацима из 2011. године у општини је живело 321 становника, а густина насељености је износила 65,11 становника/km².

## Демографија
| 1962. | 1968. | 1975. | 1982. | 1990. | 2011. |
| ----- | ----- | ----- | ----- | ----- | ----- |
| 172   | 175   | 229   | 262   | 259   | 321   |